# Lekkoatletyka na Letnich Igrzyskach Olimpijskich 1908 – bieg na 100 m mężczyzn
Bieg na 100 metrów mężczyzn był jedną z konkurencji lekkoatletycznych na letnich igrzyskach olimpijskich 1908 w Londynie, która odbyła się w dniach 20-22 lipca 1908. Uczestniczyło 60 zawodników z 16 krajów.

## Rekordy
Rekordy świata i olimpijskie przed rozegraniem konkurencji.
| Rekord świata     | 10,6(*) | Knut Lindberg    | Göteborg (SWE) | 26 sierpnia 1906 |
| Rekord olimpijski | 10,8    | Frank Jarvis     | Paryż (FRA)    | 14 lipca 1900    |
| Rekord olimpijski | 10,8    | Walter Tewksbury | Paryż (FRA)    | 14 lipca 1900    |

(*) nieoficjalny

## Wyniki

### Biegi eliminacyjne
Biegi eliminacyjne rozpoczęły się 20 lipca o godzinie 15:00 czasu miejscowego. Po dziewiątym biegu o godzinie 15:30 nastąpiła przerwa w celu rozegrania czterech biegów eliminacyjnych na dystansie 800 metrów. Konkurencja była kontynuowana od godziny 16:00. Czas był zatrzymywany po uzyskaniu mety przez pierwszego zawodnika. Wszystkie czasy w przypadku zawodników sklasyfikowanych na dalszych miejscach są przybliżone. Dokładność pomiaru czasu wynosiła 0,2 s.
| Miejsce | Zawodnik           | Państwo             | Czas     |
| ------- | ------------------ | ------------------- | -------- |
| 1       | Edward Duffy       | Kolonia Przylądkowa | 11,6 s   |
| 2       | Jeorjos Skutarides | Grecja              | (11,9 s) |
| 3       | Victor Henny       | Holandia            | b.d      |

| Miejsce | Zawodnik         | Państwo         | Czas     |
| ------- | ---------------- | --------------- | -------- |
| 1       | John George      | Wielka Brytania | 11,6 s   |
| 2       | Oscar Guttormsen | Norwegia        | (12,0 s) |

| Miejsce | Zawodnik        | Państwo              | Czas     |
| ------- | --------------- | -------------------- | -------- |
| 1       | Nate Cartmell   | Stany Zjednoczone    | 11,0 s   |
| 2       | Georges Malfait | Francja              | (11,2 s) |
| 3       | Arthur Hoffmann | Cesarstwo Niemieckie | (11,4 s) |
| 4       | Evert Koops     | Holandia             | b.d      |

| Miejsce | Zawodnik        | Państwo             | Czas     |
| ------- | --------------- | ------------------- | -------- |
| 1       | Reggie Walker   | Kolonia Przylądkowa | 11,0 s   |
| 2       | Jean Konings    | Belgia              | (11,6 s) |
| 3       | Denis Murray    | Wielka Brytania     | b.d      |
| 4       | Edgar Kiralfy   | Stany Zjednoczone   | b.d      |
| 5       | Ernestus Greven | Holandia            | b.d      |

| Miejsce | Zawodnik        | Państwo           | Czas     |
| ------- | --------------- | ----------------- | -------- |
| 1       | Robert Cloughen | Stany Zjednoczone | 11,0 s   |
| 2       | John Johansen   | Norwegia          | (11,7 s) |
| 3       | David Beland    | Kanada            | b.d      |
| –       | Henry Harmer    | Wielka Brytania   | DNF      |

| Miejsce | Zawodnik            | Państwo           | Czas     |
| ------- | ------------------- | ----------------- | -------- |
| 1       | William May         | Stany Zjednoczone | 11,2 s   |
| 2       | Victor Jacquemin    | Belgia            | (11,5 s) |
| 3       | Louis Lesca         | Francja           | b.d      |
| 4       | Michail Paschalidis | Grecja            | b.d      |

| Miejsce | Zawodnik         | Państwo              | Czas     |
| ------- | ---------------- | -------------------- | -------- |
| 1       | Robert Duncan    | Wielka Brytania      | 11,4 s   |
| 2       | Knut Stenborg    | Szwecja              | (11,5 s) |
| 3       | Hans Eicke       | Cesarstwo Niemieckie | (11,6 s) |
| 4       | Umberto Barrozzi | Włochy               | b.d      |
| 5       | Ragnar Stenberg  | Finlandia            | b.d      |

| Miejsce | Zawodnik        | Państwo              | Czas     |
| ------- | --------------- | -------------------- | -------- |
| 1       | Lester Stevens  | Stany Zjednoczone    | 11,2 s   |
| 2       | Knut Lindberg   | Szwecja              | (11,2 s) |
| 3       | Heinrich Rehder | Cesarstwo Niemieckie | (11,8 s) |
| 4       | William Murray  | Wielka Brytania      | b.d      |

| Miejsce | Zawodnik         | Państwo         | Czas     |
| ------- | ---------------- | --------------- | -------- |
| 1       | John W. Morton   | Wielka Brytania | 11,2 s   |
| 2       | Axel Petersen    | Dania           | (11,5 s) |
| 3       | Jacobus Hoogveld | Holandia        | b.d      |

| Miejsce | Zawodnik        | Państwo              | Czas     |
| ------- | --------------- | -------------------- | -------- |
| 1       | Bobby Kerr      | Kanada               | 11,0 s   |
| 2       | Meyrick Chapman | Wielka Brytania      | (11,3 s) |
| –       | Paul Fischer    | Cesarstwo Niemieckie | DNF      |

| Miejsce | Zawodnik         | Państwo             | Czas     |
| ------- | ---------------- | ------------------- | -------- |
| 1       | William Hamilton | Stany Zjednoczone   | 11,2 s   |
| 2       | Pál Simon        | Węgry               | (11,5 s) |
| 3       | Gaston Lamotte   | Francja             | b.d      |
| –       | Herbert Phillips | Kolonia Przylądkowa | DNF      |

| Miejsce | Zawodnik        | Państwo           | Czas     |
| ------- | --------------- | ----------------- | -------- |
| 1       | Harold Huff     | Stany Zjednoczone | 11,4 s   |
| 2       | Henry Pankhurst | Wielka Brytania   | (11,5 s) |
| 3       | Karl Fryksdal   | Szwecja           | b.d      |

| Miejsce | Zawodnik          | Państwo           | Czas     |
| ------- | ----------------- | ----------------- | -------- |
| 1       | Lawson Robertson  | Stany Zjednoczone | 11,4 s   |
| 2       | Frank Lukeman     | Kanada            | (11,7 s) |
| 3       | Henri Meslot      | Francja           | b.d      |
| 4       | Eduard Schönecker | Cesarstwo Austrii | b.d      |

| Miejsce | Zawodnik                  | Państwo              | Czas     |
| ------- | ------------------------- | -------------------- | -------- |
| 1       | Nathaniel Sherman         | Stany Zjednoczone    | 11,2 s   |
| 2       | Louis Sebert              | Kanada               | (11,7 s) |
| 3       | Harold Watson             | Wielka Brytania      | b.d      |
| 4       | Frigyes Wiesner           | Węgry                | b.d      |
| 5       | Hermann von Bönninghausen | Cesarstwo Niemieckie | (12,0 s) |

| Miejsce | Zawodnik      | Państwo              | Czas       |
| ------- | ------------- | -------------------- | ---------- |
| 1       | James Rector  | Stany Zjednoczone    | 10,8 s =OR |
| 2       | Vilmos Rácz   | Węgry                | (11,4 s)   |
| 3       | Willy Kohlmey | Cesarstwo Niemieckie | (12,0 s)   |

| Miejsce | Zawodnik         | Państwo         | Czas     |
| ------- | ---------------- | --------------- | -------- |
| 1       | James Stark      | Wielka Brytania | 11,8 s   |
| 2       | Gaspare Torretta | Włochy          | (12,0 s) |

| Miejsce | Zawodnik      | Państwo              | Czas     |
| ------- | ------------- | -------------------- | -------- |
| 1       | Patrick Roche | Wielka Brytania      | 11,4 s   |
| 2       | Carl Bechler  | Cesarstwo Niemieckie | (11,4 s) |

### Półfinały
Najszybszy zawodnik z każdego biegu awansował do finału. Półfinały rozpoczęły się 21 lipca o godzinie 15:35.
| Miejsce | Zawodnik        | Państwo             | Czas       |
| ------- | --------------- | ------------------- | ---------- |
| 1       | Reggie Walker   | Kolonia Przylądkowa | 10,8 s =OR |
| 2       | William May     | Stany Zjednoczone   | (11,0 s)   |
| 3       | Patrick Roche   | Wielka Brytania     | b.d        |
| 4       | Lester Stevens  | Stany Zjednoczone   | b.d        |
| –       | Robert Cloughen | Stany Zjednoczone   | DNS        |

| Miejsce | Zawodnik          | Państwo           | Czas     |
| ------- | ----------------- | ----------------- | -------- |
| 1       | Bobby Kerr        | Kanada            | 11,0 s   |
| 2       | Nathaniel Sherman | Stany Zjednoczone | (11,3 s) |
| 3       | John Morton       | Wielka Brytania   | b.d      |
| –       | William Hamilton  | Stany Zjednoczone | DNS      |

| Miejsce | Zawodnik      | Państwo             | Czas       |
| ------- | ------------- | ------------------- | ---------- |
| 1       | James Rector  | Stany Zjednoczone   | 10,8 s =OR |
| 2       | Harold Huff   | Stany Zjednoczone   | (11,1 s)   |
| 3       | Edward Duffy  | Kolonia Przylądkowa | b.d        |
| 4       | Robert Duncan | Wielka Brytania     | b.d        |

| Miejsce | Zawodnik         | Państwo           | Czas     |
| ------- | ---------------- | ----------------- | -------- |
| 1       | Nate Cartmell    | Stany Zjednoczone | 11,2 s   |
| 2       | Lawson Robertson | Stany Zjednoczone | (11,2 s) |
| 3       | James Stark      | Wielka Brytania   | b.d      |
| 4       | John George      | Wielka Brytania   | b.d      |

### Finał
Bieg finałowy został rozegrany 22 lipca o godzinie 16:15. Faworytami wyścigu byli Walker i Rector, którzy wyrównywali rekordy olimpijskie w eliminacjach. Walker po starcie objął prowadzenie, po czym w połowie dystansu zrównał się z nim Rector. Przez sześć jardów obaj biegli równo, po czym Walker oderwał się od rywala by wygrać z przewagą połowy jardu. Rector ukończył bieg z przewagą sześciu cali nad Kerrem, który z kolei wyprzedził o dwa jardy Cartmella.
| Miejsce | Zawodnik      | Państwo             | Czas       |
| ------- | ------------- | ------------------- | ---------- |
| 1       | Reggie Walker | Kolonia Przylądkowa | 10,8 s =OR |
| 2       | James Rector  | Stany Zjednoczone   | (10,9 s)   |
| 3       | Bobby Kerr    | Kanada              | (11,0 s)   |
| 4       | Nate Cartmell | Stany Zjednoczone   | (11,2 s)   |